# Federico Leo
Federico Leo (ur. 27 sierpnia 1988 roku w Varese) – włoski kierowca wyścigowy.

## Kariera

### Formuła Junior
Federico karierę w wyścigach samochodów jednomiejscowych rozpoczął pod koniec roku 2005, debiutując w zimowej edycji Włoskiej Formuły Junior 1600. Ostatecznie zmagania w niej zakończył na 13. miejscu. W kolejnym sezonie brał udział w głównym cyklu tej serii. W ciągu dwunastu wyścigów, raz stanął na podium, będąc sklasyfikowanym na 12. pozycji.

### Formuła Renault
W 2006 roku Leo zadebiutował w zimowym cyklu włoskiej Formule Renault. W klasyfikacji generalnej zajął 14. lokatę. W sezonie 2007 ścigał się w letniej edycji. Wziąwszy udział w czternastu wyścigach, nie zdobył jednak punktów.

### Formuła 3
W roku 2008 awansował do Niemieckiej Formuły 3. Reprezentując włoski zespół Ombra Racing, rywalizację ukończył na 9. miejscu. Z tą samą ekipą zaliczył również gościnny występ w jednej rundzie brytyjskiej F3, na włoskim torze Monza (nie był liczony do klasyfikacji). Sobotnie zmagania zakończył na czternastej lokacie, natomiast w niedzielnych nie dojechał do mety.

### Formuła Renault 3.5
Na sezon 2009 Leo podpisał kontrakt z włoską stajnią Pons Racing, na starty w Formule Renault 3.5. W ciągu siedemnastu wyścigów, Włoch dwukrotnie dojechał na punktowanych pozycjach, zajmując siódme miejsce, w obu wyścigach ostatniej rundy sezonu, rozegranej na hiszpańskim torze Aragón. Uzyskane punkty pozwoliły Federico zająć w generalnej klasyfikacji 21. lokatę.
W roku 2010 ponownie reprezentował barwy włoskiego zespołu. Leo czterokrotnie zdobył punkty, ponownie najlepiej spisując się na hiszpańskim obiekcie, gdzie w drugim wyścigu został sklasyfikowany na piątym miejscu. Dorobek punktowy pozwolił mu na zajęcie 17. pozycji w końcowej klasyfikacji.

### Auto GP
W sezonie 2010 Federico zadebiutował w nowo utworzonej serii Auto GP, biorąc udział w dwóch rundach. Reprezentując barwy Trident Racing w czterech wyścigach, dwukrotnie sięgnął po punkty, zajmując piąte miejsce, zarówno w drugim wyścigu na torze Imola, jak również w sobotnich zmaganiach na Monzy. Ostatecznie został sklasyfikowany na 16. lokacie, w ogólnej punktacji.

### Le Mans Series
W 2010 roku Włoch po raz pierwszy wziął udział w serii wyścigów długodystansowych – Le Mans Series (w klasie LMP2). Wziąwszy udział w dwóch wyścigach, zmagania zakończył na 17. miejscu (w swojej kategorii).

### Seria GP2
Dzięki odpowiednio wysokiemu budżetowi, Leo dostał szansę debiutu w bezpośrednim przedsionku Formuły 1 – serii GP2 – za sprawą włoskiej stajni Trident Racing. Zastąpiwszy w ostatnim wyścigu sezonu swojego rodaka Edoardo Piscopo, w pierwszym podejściu, na torze Yas Marina, dojechał na dziewiętnastej pozycji, natomiast niedzielnego sprintu nie ukończył.

### Statystyki
| Sezon | Seria                                      | Zespół           | Wyścigi | Zwycięstwa | PP | NO | Podium | Punkty | Pozycja |
| ----- | ------------------------------------------ | ---------------- | ------- | ---------- | -- | -- | ------ | ------ | ------- |
| 2005  | Włoska Formuła Junior 1600 (zimowa edycja) | Tomcat Racing    | 4       | 0          | 0  | 0  | 0      | 9      | 13      |
| 2006  | Włoska Formuła Junior 1600                 | Emmegi Promotion | 12      | 0          | 0  | 0  | 1      | 50     | 12      |
| 2006  | Włoska Formuła Renault (zimowa edycja)     | RP Motorsport    | 4       | 0          | 0  | 0  | 0      | 14     | 15      |
| 2007  | Włoska Formuła Renault                     | RP Motorsport    | 14      | 0          | 0  | 0  | 0      | 0      | NS      |
| 2008  | Niemiecka Formuła 3                        | Ombra Racing     | 17      | 0          | 0  | 0  | 1      | 23     | 9       |
| 2008  | Brytyjska Formuła 3                        | Ombra Racing     | 2       | 0          | 0  | 0  | 0      | 0      | NS†     |
| 2009  | Formuła Renault 3.5                        | Pons Racing      | 17      | 0          | 0  | 0  | 0      | 8      | 21      |
| 2010  | Formuła Renault 3.5                        | Pons Racing      | 17      | 0          | 0  | 0  | 0      | 16     | 17      |
| 2010  | Auto GP                                    | Trident Racing   | 4       | 0          | 0  | 0  | 0      | 6      | 16      |
| 2010  | Le Mans Series (klasa LMP2)                | Racing Box       | 2       | 0          | 0  | 0  | 0      | 13     | 17      |
| 2010  | Seria GP2                                  | Trident Racing   | 2       | 0          | 0  | 0  | 0      | 0      | 32      |
| 2011  | FIA GT3 European Championship              | AF Corse         | 5       | 1          | 1  | 0  | 2      | 111    | 1       |
| 2012  | International GT Open                      | AF Corse         | 16      | 3          | 1  | 2  | 7      | 195    | 1       |
| 2012  | International GT Open – Super GT           | AF Corse         | 16      | 3          | 1  | 2  | 7      | 85     | 1       |
| 2013  | European Le Mans Series – GTE              | AF Corse         | 5       | 0          | 0  | 0  | 2      | 63     | 5       |
| 2013  | International GT Open – GTS                | AF Corse         | 2       | 0          | 0  | 0  | 0      | 0      | NS      |
| 2013  | FIA GT Series – Gentlemens Trophy          | AF Corse         | 2       | 2          | 1  | 2  | 2      | 0      | NS†     |
| 2013  | Spanish GT Championship – GTS              | AF Corse         | 2       | 0          | 0  | 0  | 0      | 0      | NS      |
| 2014  | 24h Le Mans – LMGTE Pro                    | Ram Racing       | 1       | 0          | 0  | 0  | 0      | N/A    | NS      |

† – Leo nie był zaliczany do klasyfikacji

## Wyniki w GP2
| Legenda oznaczeń w tabelach wyników Wyświetl szablon na nowej stronie | Legenda oznaczeń w tabelach wyników Wyświetl szablon na nowej stronie                                                                     |
| Oznaczenie                                                            | Wyjaśnienie |
| --------------------------------------------------------------------- | --- |
| Złoty                                                                 | Zwycięzca lub mistrzostwo |
| Srebrny                                                               | 2. miejsce lub wicemistrzostwo |
| Brązowy                                                               | 3. miejsce lub II wicemistrzostwo |
| Zielony                                                               | Ukończył, punktował (w klasyfikacji generalnej, gdy zdobył co najmniej jeden punkt na przestrzeni sezonu, poza trzema powyższymi opcjami) |
| Niebieski                                                             | Ukończył, nie punktował (w klasyfikacji generalnej, gdy nie zdobył co najmniej jednego punktu na przestrzeni sezonu)                      |
| Czerwony                                                              | Nie zakwalifikował się (NZ) |
| Czerwony                                                              | Nie prekwalifikował się (NPK) |
| Różowy                                                                | Nie ukończył (NU) |
| Różowy                                                                | Niesklasyfikowany (NS) (w klasyfikacji generalnej, gdy nie został sklasyfikowany w żadnym wyścigu sezonu)                                 |
| Czarny                                                                | Zdyskwalifikowany (DK) |
| Czarny                                                                | Wykluczony (WYK/EX) |
| Biały                                                                 | Nie wystartował (NW) |
| Biały                                                                 | Kontuzjowany (K/INJ) |
| Biały                                                                 | Wyścig odwołany (OD/C) |
| Bez koloru                                                            | Został wycofany (WYC/WD) |
| Bez koloru                                                            | Nie przybył (NP/DNA) |
| Bez koloru                                                            | Nie brał udziału w treningach (NT/DNP) |
| Bez koloru                                                            | Nie został zgłoszony (–) |
| Pogrubienie                                                           | Start z pole position |
| Kursywa                                                               | Najszybsze okrążenie wyścigu |
| †                                                                     | Nie ukończył, ale jego rezultat został zaliczony ze względu na przejechanie więcej niż 90% dystansu wyścigu.                              |
| *                                                                     | Sezon w trakcie |
| 1/2/3                                                                 | Punktowana pozycja w sprincie kwalifikacyjnym                                                                                             |
| Lista systemów punktacji Formuły 1                                    | |

| Rok  | Zespół         | Wyniki w poszczególnych eliminacjach | Wyniki w poszczególnych eliminacjach | Wyniki w poszczególnych eliminacjach | Wyniki w poszczególnych eliminacjach | Wyniki w poszczególnych eliminacjach | Wyniki w poszczególnych eliminacjach | Wyniki w poszczególnych eliminacjach | Wyniki w poszczególnych eliminacjach | Wyniki w poszczególnych eliminacjach | Wyniki w poszczególnych eliminacjach | Wyniki w poszczególnych eliminacjach | Wyniki w poszczególnych eliminacjach | Wyniki w poszczególnych eliminacjach | Wyniki w poszczególnych eliminacjach | Wyniki w poszczególnych eliminacjach | Wyniki w poszczególnych eliminacjach | Wyniki w poszczególnych eliminacjach | Wyniki w poszczególnych eliminacjach | Wyniki w poszczególnych eliminacjach | Wyniki w poszczególnych eliminacjach | Punkty | Pozycja |
| ---- | -------------- | ------------------------------------ | ------------------------------------ | ------------------------------------ | ------------------------------------ | ------------------------------------ | ------------------------------------ | ------------------------------------ | ------------------------------------ | ------------------------------------ | ------------------------------------ | ------------------------------------ | ------------------------------------ | ------------------------------------ | ------------------------------------ | ------------------------------------ | ------------------------------------ | ------------------------------------ | ------------------------------------ | ------------------------------------ | ------------------------------------ | ------ | ------- |
| 2010 | Trident Racing | ESP                                  | ESP                                  | MON                                  | MON                                  | TUR                                  | TUR                                  | VAL                                  | VAL                                  | GBR                                  | GBR                                  | DEU                                  | DEU                                  | HUN                                  | HUN                                  | BEL                                  | BEL                                  | ITA                                  | ITA                                  | ARE                                  | ARE                                  | 0      | 32      |
| 2010 | Trident Racing | –                                    | –                                    | –                                    | –                                    | –                                    | –                                    | –                                    | –                                    | –                                    | –                                    | –                                    | –                                    | –                                    | –                                    | –                                    | –                                    | –                                    | –                                    | 19                                   | NU                                   | 0      | 32      |

## Wyniki w Formule Renault 3.5
| Legenda oznaczeń w tabelach wyników Wyświetl szablon na nowej stronie | Legenda oznaczeń w tabelach wyników Wyświetl szablon na nowej stronie                                                                     |
| Oznaczenie                                                            | Wyjaśnienie |
| --------------------------------------------------------------------- | --- |
| Złoty                                                                 | Zwycięzca lub mistrzostwo |
| Srebrny                                                               | 2. miejsce lub wicemistrzostwo |
| Brązowy                                                               | 3. miejsce lub II wicemistrzostwo |
| Zielony                                                               | Ukończył, punktował (w klasyfikacji generalnej, gdy zdobył co najmniej jeden punkt na przestrzeni sezonu, poza trzema powyższymi opcjami) |
| Niebieski                                                             | Ukończył, nie punktował (w klasyfikacji generalnej, gdy nie zdobył co najmniej jednego punktu na przestrzeni sezonu)                      |
| Czerwony                                                              | Nie zakwalifikował się (NZ) |
| Czerwony                                                              | Nie prekwalifikował się (NPK) |
| Różowy                                                                | Nie ukończył (NU) |
| Różowy                                                                | Niesklasyfikowany (NS) (w klasyfikacji generalnej, gdy nie został sklasyfikowany w żadnym wyścigu sezonu)                                 |
| Czarny                                                                | Zdyskwalifikowany (DK) |
| Czarny                                                                | Wykluczony (WYK/EX) |
| Biały                                                                 | Nie wystartował (NW) |
| Biały                                                                 | Kontuzjowany (K/INJ) |
| Biały                                                                 | Wyścig odwołany (OD/C) |
| Bez koloru                                                            | Został wycofany (WYC/WD) |
| Bez koloru                                                            | Nie przybył (NP/DNA) |
| Bez koloru                                                            | Nie brał udziału w treningach (NT/DNP) |
| Bez koloru                                                            | Nie został zgłoszony (–) |
| Pogrubienie                                                           | Start z pole position |
| Kursywa                                                               | Najszybsze okrążenie wyścigu |
| †                                                                     | Nie ukończył, ale jego rezultat został zaliczony ze względu na przejechanie więcej niż 90% dystansu wyścigu.                              |
| *                                                                     | Sezon w trakcie |
| 1/2/3                                                                 | Punktowana pozycja w sprincie kwalifikacyjnym                                                                                             |
| Lista systemów punktacji Formuły 1                                    | |

| Rok  | Zespół      | Wyniki w poszczególnych eliminacjach | Wyniki w poszczególnych eliminacjach | Wyniki w poszczególnych eliminacjach | Wyniki w poszczególnych eliminacjach | Wyniki w poszczególnych eliminacjach | Wyniki w poszczególnych eliminacjach | Wyniki w poszczególnych eliminacjach | Wyniki w poszczególnych eliminacjach | Wyniki w poszczególnych eliminacjach | Wyniki w poszczególnych eliminacjach | Wyniki w poszczególnych eliminacjach | Wyniki w poszczególnych eliminacjach | Wyniki w poszczególnych eliminacjach | Wyniki w poszczególnych eliminacjach | Wyniki w poszczególnych eliminacjach | Wyniki w poszczególnych eliminacjach | Wyniki w poszczególnych eliminacjach | Punkty | Pozycja |
| ---- | ----------- | ------------------------------------ | ------------------------------------ | ------------------------------------ | ------------------------------------ | ------------------------------------ | ------------------------------------ | ------------------------------------ | ------------------------------------ | ------------------------------------ | ------------------------------------ | ------------------------------------ | ------------------------------------ | ------------------------------------ | ------------------------------------ | ------------------------------------ | ------------------------------------ | ------------------------------------ | ------ | ------- |
| 2009 | Pons Racing | CAT                                  | CAT                                  | BEL                                  | BEL                                  | MON                                  | HUN                                  | HUN                                  | GBR                                  | GBR                                  | FRA                                  | FRA                                  | PRT                                  | PRT                                  | DEU                                  | DEU                                  | ARA                                  | ARA                                  | 8      | 21      |
| 2009 | Pons Racing | 19                                   | 18                                   | 17                                   | 17                                   | 18                                   | NU                                   | 14                                   | 15                                   | 21                                   | 18                                   | NU                                   | 13                                   | 19                                   | 18                                   | 17                                   | 7                                    | 7                                    | 8      | 21      |
| 2010 | Pons Racing | ARA                                  | ARA                                  | BEL                                  | BEL                                  | MON                                  | CZE                                  | CZE                                  | FRA                                  | FRA                                  | HUN                                  | HUN                                  | DEU                                  | DEU                                  | GBR                                  | GBR                                  | CAT                                  | CAT                                  | 16     | 17      |
| 2010 | Pons Racing | NU                                   | 5                                    | 6                                    | 17                                   | NU                                   | NU                                   | 18                                   | NU                                   | NU                                   | NU                                   | 17                                   | 16                                   | 10                                   | 11                                   | 18                                   | 7                                    | 15                                   | 16     | 17      |